# Skonfederowane Stany Ameryki
Skonfederowane Stany Ameryki (ang. Confederate States of America, CSA) – południowe stany Stanów Zjednoczonych, potocznie zwane Konfederacją, próbujące dokonać secesji i biorące udział w wojnie secesyjnej. W latach 1861–1865 stworzyły one własne państwo.

## Historia
Zwycięstwo Abrahama Lincolna w wyborach prezydenckich, w kontekście narastającego od kilkudziesięciu lat konfliktu interesów między uprzemysłowioną Północą a rolniczym Południem Stanów Zjednoczonych, wywołało wzburzenie w stanach południowych, których legislatywy poczęły deklarować secesję z Unii. Pierwsza wystąpiła Karolina Południowa 20 grudnia 1860 roku, później dołączyły do niej Missisipi, Alabama, Floryda, Georgia, Luizjana, Teksas, a w trakcie trwania wojny także Wirginia, Tennessee, Arkansas i Karolina Północna. Ponadto w stanach: Missouri i Kentucky nastąpił rozłam i powstały tam zarówno rządy prounijne, jak i prokonfederackie. Oficjalnie te dwa stany należały także do Konfederacji, co widać chociażby na przykładzie flagi nowo powstałego państwa, gdzie figurowało 13 gwiazdek, po jednej dla każdego stanu. Ponadto czynione były próby przyłączenia do Konfederacji innych terytoriów, np. Kalifornii.
Utworzenie państwa ogłoszono 4 lutego 1861 roku. Cztery dni później uchwalona została konstytucja, w znacznej mierze wzorowana na dotychczasowej ustawie zasadniczej z 17 września 1787 roku. Wprowadzono do niej słowo niewolnicy zamiast dotychczasowego eufemizmu pozostałe osoby (other persons) przy obliczaniu podstaw reprezentacji parlamentarnej Kongresu (niewolnik liczony był za 3/5 człowieka), do zakazu stanowienia ustaw wymierzonych przeciw jednostce lub działających wstecz dodano zakaz podważania instytucji niewolnictwa (law denying or impairing the right of property in negro slaves). Kadencję prezydenta wydłużono z 4 do 6 lat, wprowadzając równocześnie jej jednorazowość.
Prezydentem został gen. Jefferson Davis. Tymczasową stolicą stało się Montgomery w Alabamie, a później Richmond w Wirginii. Nowo utworzone państwo liczyło niecałe 2 mln km², zamieszkiwanych przez nieco ponad 9 mln ludzi, w tym ok. 4 mln czarnych niewolników i 133 tys. czarnych wyzwoleńców.
Przystępując do wojny, Konfederacja liczyła na wsparcie mocarstw europejskich, szczególnie Wielkiej Brytanii i Francji. Kraje te jednakże odmówiły nawet oficjalnego uznania Skonfederowanych Stanów Ameryki; jedynym państwem świata, które to uczyniło, było księstwo Saksonii-Coburga-Gothy.
Na gospodarkę CSA, podporządkowaną celom wojennym, bardzo negatywny wpływ miał skromny potencjał własnego przemysłu (naprędce rozbudowywanego w miarę możliwości). Import wyrobów przemysłowych z Europy został praktycznie uniemożliwiony w rezultacie zastosowanej przez Unię stosunkowo skutecznej blokady morskiej (plan Anaconda), która dodatkowo odcinała Konfederację od rynków zbytu podstawowego towaru eksportowego – bawełny.
Po krwawej wojnie secesyjnej Konfederacja została zlikwidowana i wchodzące w jej skład stany powróciły do Unii.

## Rys kwestii niewolników
Na terenie Skonfederowanych Stanów Ameryki żyło ok. 3,5 miliona niewolników afroamerykańskich. Przy ogólnej liczbie 9 milionów mieszkańców stanowiło to ok. 40% ludności. Niewolnicy byli własnością około 7% mieszkańców Południa. Przyjmuje się, że ok. 200 000 południowców miało poniżej 10 niewolników. 77 000 było właścicielami jednego niewolnika. Wielkich plantacji korzystających z pracy powyżej 100 niewolników było 2300.
Kwestia niewolnictwa Afroamerykanów była dla opinii publicznej Stanów Zjednoczonych obojętna aż do połowy XIX wieku. Nawet podczas wojny secesyjnej była ona traktowana przedmiotowo. Sam prezydent Abraham Lincoln uważał ją za mniej istotną, niż zachowanie jedności Unii. Północ z początku nie walczyła, aby uwolnić niewolników. „Nie zamierzam, bezpośrednio czy pośrednio, mieszać się w kwestię niewolnictwa w stanach, w których istnieje”, powiedział Lincoln na początku konfliktu. Kongres znaczącą większością głosów przyjął to samo stanowisko w lipcu 1861 r. Po roku trwania konfliktu, zarówno Lincoln, jak i Kongres zdecydowali się uczynić wyzwolenie niewolników polityką wojenną Unii.

## Galeria

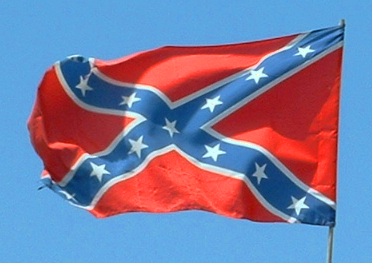
Proporzec marynarki wojennej Konfederacji
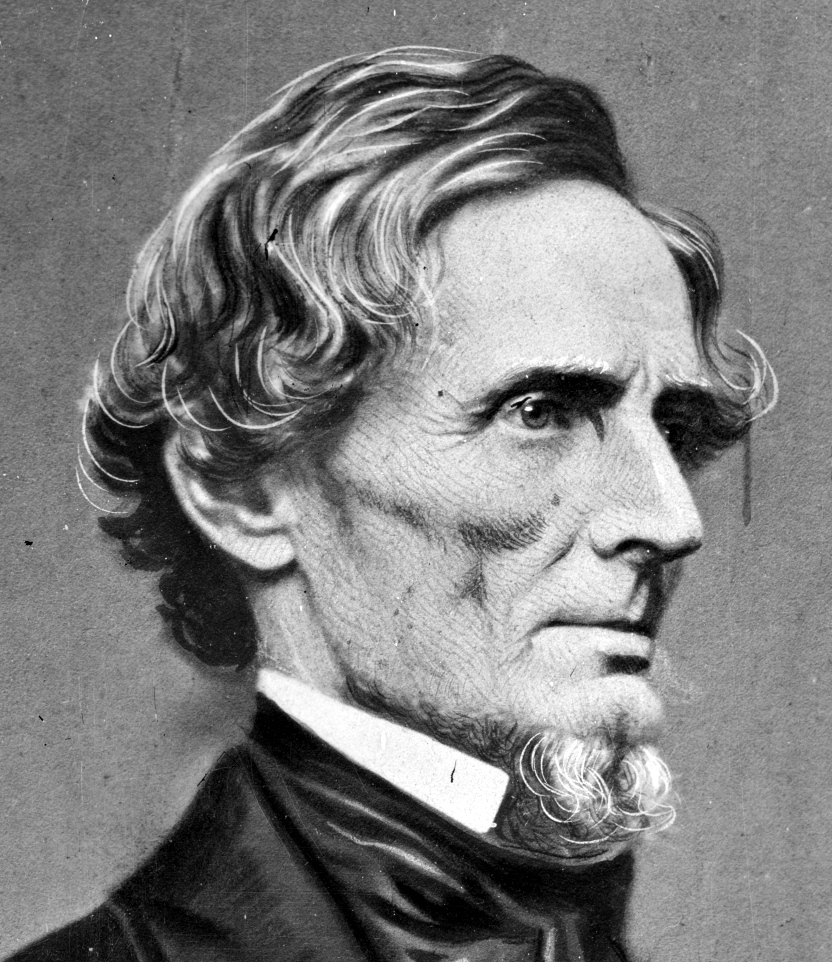
Jefferson Davis, prezydent 1861–1865
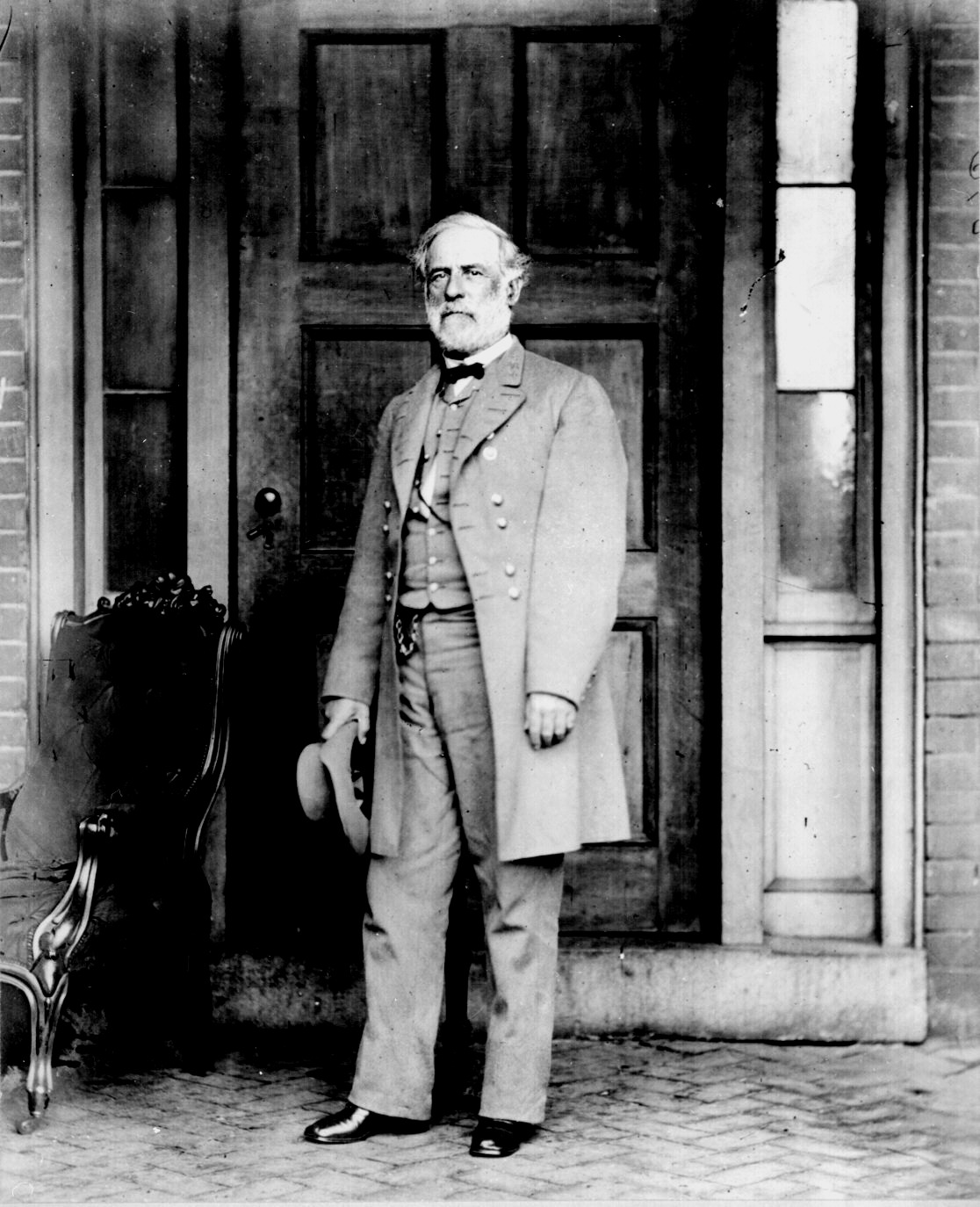
Robert E. Lee, dowódca wojsk Konfederacji
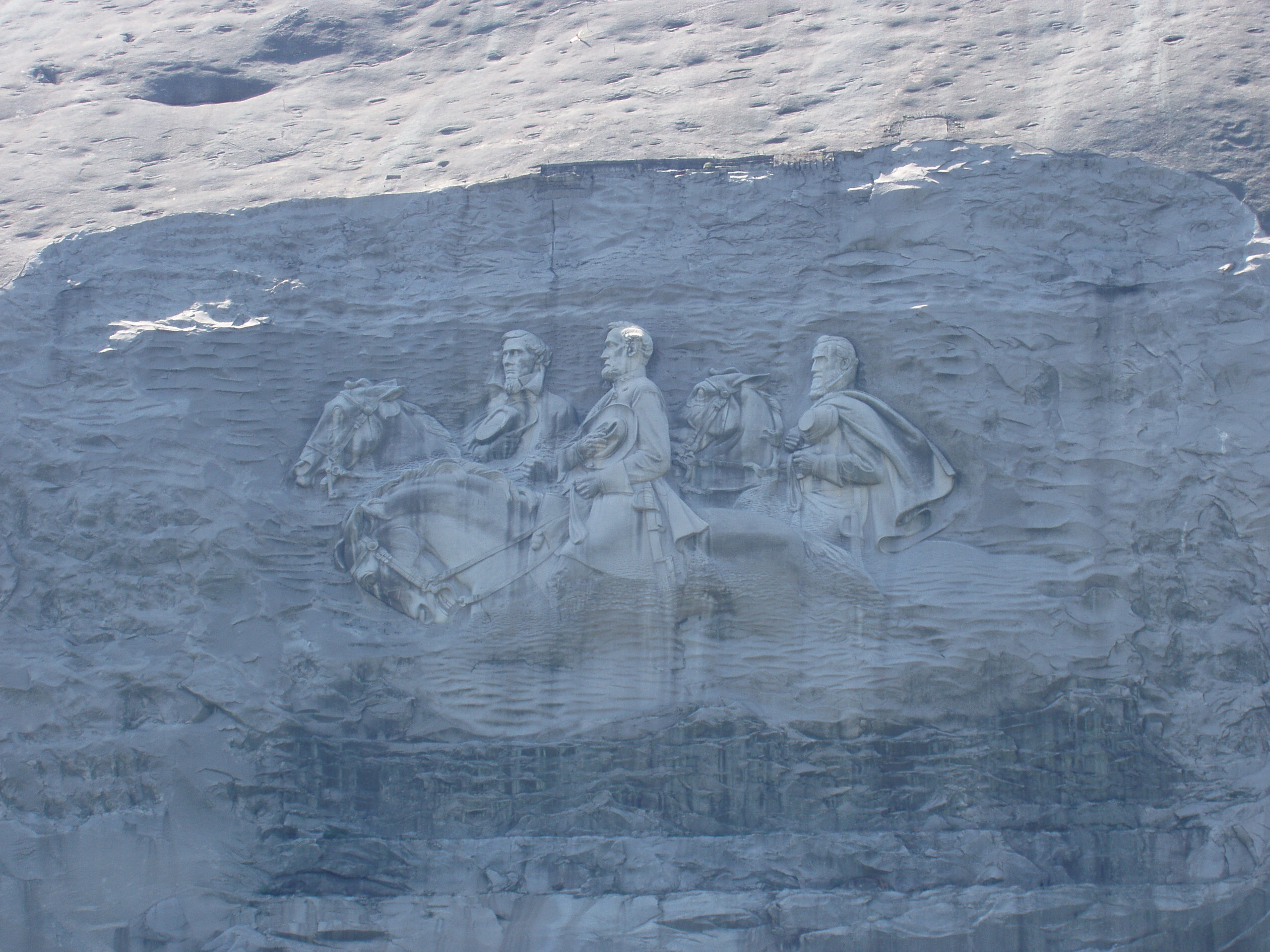
Stone Mountain